# یک مقاومت
یک مقاومت (انگلیسی: A Resistance) یک فیلم در ژانر درام است که در سال ۲۰۱۹ منتشر شد. از بازیگران آن می‌توان به گو آ-سانگ اشاره کرد.

## داستان
از زمان اشغال ژاپن، کره ای‌ها برای استقلال در داخل و خارج جنگیدند. اعتراض ملی از اول مارس ۱۹۱۹آغاز شد و حداقل دو ماه به طول انجامید. این جنبش، به نام جنبش اول مارس بود. صداهای "زنده باد استقلال کره. هورا!" از زندان‌ها به گوش می‌رسید و این صدا خیلی زود بر کره ای‌ها تأثیر گذاشت. همه از صدا الهام گرفتند. آنها کشور خود را ستودند و پرچم کشور را در اطراف خیابان به اهتزاز درآوردند. یو گوان سون دختر جوان دانشجویی بود. او پس از بازگشت از پایتخت…